# Angacha
Angacha (ou Anigacha) est un woreda du centre-sud de l’Éthiopie situé dans la zone Kembata. Peuplé de 88 083 habitants en 2007, ce district porte le nom de son centre administratif et fait partie de la région des nations, nationalités et peuples du Sud jusqu'au transfert de la zone dans la région Éthiopie du Centre en août 2023.

## Situation
Situé dans le nord de la zone Kembata, Angacha est limitrophe de la zone Hadiya.
Son centre administratif se trouve environ 27 km au sud d'Hosaena et 30 km au nord de Durame,.
| Limu     | Shashogo   |               |
| Doyogena | Angacha    | Deniboya      |
|          | Kacha Bira | Kedida Gamela |

## Population
Le recensement national de 2007 fait état d'une population de 88 083 habitants dans le district, dont 8 % de citadins qui sont les 6 819 habitants du centre administratif.
Environ 88 % des habitants sont protestants, 5 % sont orthodoxes et 4 %  sont catholiques.
En 2022, la population du district est estimée à 124 035 personnes avec une densité de population de 810 personnes par km2 et 153 km2 de superficie,.